# Поречье (Волоколамский район)
Поречье — деревня в Волоколамском районе Московской области России.
Относится к Теряевскому сельскому поселению, до муниципальной реформы 2006 года относилась к Чисменскому сельскому округу. Население — 2 чел. (2010).

## География
Деревня Поречье расположена на правом берегу реки Большой Сестры (бассейн Иваньковского водохранилища), примерно в 16 км к северо-востоку от города Волоколамска. Ближайшие населённые пункты — деревни Житино, Темниково и Кузяево.

## Население
| 1852 | 1859 | 1890 | 1899 | 1926 | 2002 |
| ---- | ---- | ---- | ---- | ---- | ---- |
| 66   | ↗71  | ↗105 | ↗109 | ↗171 | ↘4   |
| 2006 | 2010 |      |      |      |      |
| ↘2   | →2   |      |      |      |      |

## История
В «Списке населённых мест» 1862 года Поречье — владельческая деревня 1-го стана Клинского уезда Московской губернии по левую сторону Волоколамского тракта, в 40 верстах от уездного города, при реке Сестре, с 9 дворами и 71 жителем (32 мужчины, 39 женщин).
По данным на 1890 год входила в состав Калеевской волости Клинского уезда, число душ составляло 105 человек.
В 1913 году — 23 двора.
В 1917 году Калеевская волость была передана в Волоколамский уезд.
По материалам Всесоюзной переписи населения 1926 года — деревня Ильинского сельсовета Калеевской волости Волоколамского уезда, проживал 171 житель (79 мужчин, 92 женщины), насчитывалось 28 крестьянских хозяйств.
С 1929 года — населённый пункт в составе Волоколамского района Московской области.